# Microrégion de Cametá

Localisation de la microrégion de Cametá

La microrégion de Cametá est l'une des cinq microrégions qui subdivisent le Nord-Est de l'État du Pará au Brésil.
Elle comporte 7 municipalités qui regroupaient 393 038 habitants en 2006 pour une superficie totale de 16 660 km2.

## Municipalités[1]
- Abaetetuba
- Baião
- Cametá
- Igarapé-Miri
- Limoeiro do Ajuru
- Mocajuba
- Oeiras do Pará